# Jacques de Saint Victor
Pour les articles homonymes, voir Saint-Victor.
Ne doit pas être confondu avec Jacques Bins de Saint-Victor.
Jacques Maury de Saint Victor, né en 1963, est un historien du droit, écrivain et critique littéraire français.

## Biographie
Jacques Maury de Saint Victor a commencé sa carrière comme avocat et chargé de cours à la Sorbonne, puis il est devenu journaliste au Figaro Économie. En 1996, après son doctorat en histoire du droit, il quitte le journalisme pour l'université, tout en restant chroniqueur au Figaro littéraire.
Depuis 2015, il est professeur d'histoire du droit et des idées politiques à l'université Sorbonne Paris Nord (USPN) et membre du Laboratoire IDPS.
Auteur de nombreux ouvrages sur l'histoire des idées politiques, notamment la pensée libérale, la crise de la démocratie et le populisme, les systèmes de droit et la criminalité organisée, il est membre du comité de rédaction de la revue Cités et corédacteur en chef de cette revue, membre du comité de rédaction de la Revue des deux Mondes. À partir de 2009, il est professeur à l'université Paris 8 Vincennes-Saint-Denis, où il a codirigé le master de « Diversité culturelle ». Ses recherches portent aussi sur l'histoire juridique de la mondialisation. Il est par ailleurs professeur invité à l'Università degli Studi Roma Tre.
Plusieurs de ses ouvrages ont été traduits en différentes langues, notamment en italien. Il est d'ailleurs un spécialiste des questions italiennes.
Il est membre de l'Association française des historiens des idées politiques (AFHIP) et de l'Association des historiens des facultés de droit.
Fin mai 2023, lors du procès d'Éric Zemmour contre son ancien éditeur Albin Michel, il a été révélé que Jacques de Saint Victor, qui travaillait aussi au Figaro, collaborait aux ouvrages de celui-ci. En fait, l'historien l'avait déjà confié en 2021 au journaliste de L'Express Étienne Girard pour son enquête sur Éric Zemmour, précisant que les éditions Albin Michel l'avaient recruté d'abord comme conseiller éditorial en 2012 puis directeur de collection en 2016, même s'il ne partageait pas les idées de l'auteur.

## Œuvres
- 2002 : Mme du Barry ou le système de cour, Paris, Perrin.
- 2006 : Couple interdit, Paris, Fayard.
- 2007 : Les Racines de la liberté : Le Débat français oublié, 1689-1789, Paris, Perrin.
- 2007 : Critique des nouvelles servitudes, Paris, PUF.
- 2007 : Le Roman de l'Italie Insolite, Monaco, éd. du Rocher ; rééd. Paris, Tallandier, coll. Texto, 320 p., 2020  (ISBN 979-1021037397)
- 2008 : Mafias. L'industrie de la peur, Monaco, éd. du Rocher (trad. it. Nuovi Mondi, Modène).
- 2008 : Les Aventuriers du Temple de Jérusalem, in anthologie Complots Capitaux.
- 2010 : La Première Contre-révolution (1789-1791), Paris, PUF, coll. Les fondements de la politique.
- 2010 : Il faut sauver le petit bourgeois, Paris, PUF, coll. La condition humaine (trad. it. éd. de la Bocconi, Milan, 2010).
- 2010 : Le Roman de la Rome Insolite, Monaco, éd. du Rocher.
- 2012 : Un pouvoir invisible : Les Mafias et la Société démocratique (XIXe – XXIe siècle), Paris, Gallimard (trad. it. ed. UTET, Turin, 2013).
- 2013 : Patti scelerati. Una storia politica delle mafie in Europa, Milan, UTET, 2013.
- 2013 : I Nuovi Orizzonti del crimine organizzato, colletti bianchi, affari criminali e mafie (avec J.-F. Gayraud), Palerme, Edizioni di storia e studi sociali, 2013.
- 2014 : Les Antipolitiques, Paris, Grasset.
- 2016 : Blasphème : Brève histoire d’un « crime imaginaire », Paris, Gallimard, coll. « L'esprit de la cité », 2016, 126 p. (ISBN 978-2-07-017760-8)
- 2016 : Via Appia. Voyage sur la plus ancienne route d'Italie, Paris, Éditions des Équateurs.
- 2018 : Histoire de la République en France, des origines à la Ve République (avec Thomas Branthôme), Paris, Economica, coll. corpus « Histoire du droit »
- 2019 : Casa Bianca, Paris, Éditions des Équateurs, coll. Littérature, 400 p.  (ISBN 978-2849905524)
- 2025 : Les Loups de Tanger, Paris, Calmann-Lévy, 540 p.  (ISBN 978-2702191576)

## Prix
- Pour Un pouvoir invisible, il a reçu le prix de l'essai de l'Académie française 2013, et le prix des Ambassadeurs 2013.
- Pour Blasphème : brève histoire d'un crime imaginaire, il a reçu le prix du Sénat du livre d'histoire en 2016.